# Matej Avanzo
Matej Avanzo, slovenski športni delavec, * 23. april 1982, Kranj. 
Avanzo je po izobrazbi diplomirani socialni delavec, ki pa je vse življenje posvetil delu v športu. Najprej kot aktivni igralec in trener v KD Ježica, kjer je kasneje 1. januarja 2017 postal tudi predsednik, nato z rosnimi 17 leti v športnem uredništvu Dela, kasneje pa (od leta 2006 dalje) kot preroditelj Košarkarske zveze Slovenije, pri kateri je na noge postavil PR, marketing in sodobne medije, na današnjo raven pa dvignil delovanje članskih reprezentanc Slovenije. Kasneje se je Avanzo začasno podal v rokometne vode, v katerih je prerodil RK Gorenje Velenje, leta 2015 pa je ustanovil zagonsko podjetje Sportanzo (od leta 2021 dalje Spontanzo). Od 1. januarja 2018 do 31. maja 2019 je kot direktor vodil Košarkarski klub Sixt Primorska iz Kopra. Leta 2019 je na svetovnem košarkarskem prvenstvu za moške na Kitajskem opravljal vodjo koordinatorja v skupinah v Shanghaiju in Nanjingu, leta 2020 je na njegovo pobudo prišlo do skupnega humanitarnega podjetja Zveze prijateljev mladine Ljubljana Moste-Polje in Olimpijskega komiteja Slovenije, imenovanega Botrstvo v športu. 

## Življenje in delo
FORMALNA IZOBRAZBA
- Gimnazija Bežigrad
- Fakulteta za socialno delo

KARIERA
- 1999-2006 - Delo, novinar v športni redakciji.
- 2006-2008 - Košarkarska zveza Slovenije, predstavnik za odnose z javnostmi.
- 2008-2015 - Košarkarska zveza Slovenije (namestnik generalnega sekretarja, direktor moške in ženske članske reprezentance, direktor marketinga).
- 2009-2013 - EuroBasket 2013 (marketing, ticketing, svetovanje, član organizacijskega odbora).đ
- 2013-2017 - Član sveta Fundacije za šport RS.
- 2015 - Ustanovitev podjetja Sportanzo.
- 2015-2017 - Direktor Rokometnega kluba Gorenje Velenje.
- 2015-2019 - Član tekmovalne komisije FIBA Europe.
- 2017-2018 - Predsednik Košarkarskega društva Ježica.
- 2017 - Licenciran mednarodni košarkarski delegat.
- 2018-2019 - Direktor KK Sixt Primorska.
- 2019 - City Coordinator Basketball World Cup (China - Shanghai, Nanjing)
- 2020 - Koordinator projekta Botrstvo v športu.
- 2021 - Preimenovanje podjetja Sportnanzo v Spontanzo.

## Zasebno življenje
Matej Avanzo ima z ženo Patricio dva otroka, s katerimi živi v Ljubljani.